# Я боюсь людей
«Я боюсь людей» — песня российской певицы Доры, выпущенная 20 мая 2022 года с альбома Miss на лейбле Rhymes Music.

## Предыстория
29 апреля 2022 года Дора исполнила песню с грядущего альбома на своём концерте на концерте в Москве в Главклубе. Релиз планировался на 25 февраля, но был перенесён «из-за событий на Украине»: «Я даже не знаю, как в такое сложное время выпускать альбом. Это кажется таким неважным и глупым. Мне бесконечно жаль, это всё невероятно страшно. Хотелось бы мне, чтобы это все было неправдой», написала певица. Релиз песни состоялся 20 мая 2022 года.

## Музыкальное видео
Музыкальный видеоклип на песню был выпущен 24 октября 2022 года. «Кино про моё одиночество» — охарактеризовала Дора видеоклип. «В ролике Дора бродит по пустому саду с цветущими деревьями и странными скульптурами, дикому скалистому пляжу, полю и т.п», пишет InterMedia.

## Отзывы
Алексей Мажаев из InterMedia поставил песне оценку 7 из 10, сказав, что песня в исполнении Доры звучит «нежно и жалобно». Описывая видеоклип, Алексей подметил, что «печальная Дора даже не стала накрашивать фирменные стрелочки и предстала перед камерой в максимально естественном виде».